# Maria Alzira Lemos
Maria Alzira Lemos, nascida Maria Alzira da Costa de Castro, de seu nome completo pelo casamento Maria Alzira da Costa de Castro Cardoso de Lemos ComM (Lisboa, 1919 - Outubro de 2005) foi uma deputada portuguesa, militante socialista, feminista e activista dos direitos das mulheres, que apoiou a criação da Plataforma Portuguesa para os Direitos das Mulheres.

## Percurso
Filha de Fernando Bessa de Almeida e Castro e de sua mulher Maria Emília de Barros de Abreu da Costa (1896 - ?), Maria Alzira Lemos cresceu no seio de uma família republicana, onde recebeu as bases para se tornar numa lutadora pela democracia e a igualdade. Pelo lado materno, era neta de Afonso Costa e Alzira de Barros de Abreu e Costa. A sua consciência feminista despertou durante o curso de Direito, quando se apercebeu que as mulheres tinham um estatuto e uma educação inferior à dos homens, tanto no trabalho como no emprego e na família
Casou com José Miguel de Almeida Cardoso de Lemos (1924 - ?) e foi avó materna de Catarina de Lemos Wallenstein e Tomás de Lemos Wallenstein.
Em 1975, Alzira Lemos integrou a Assembleia Constitucional, e em 1977 foi eleita deputada à Assembleia da República, eleita pela circunscrição da emigração portuguesa na Europa. Enquanto deputada, debateu-se pela conquista de uma cidadania mais igualitária, legal e social, nomeadamente pela política de emigração portuguesa e pelas condições necessárias a que mais de metade da população, as mulheres, pudessem participar na consolidação do Estado democrático. Defendeu o combate às discriminações que afectavam a população feminina em Portugal apenas por serem mulheres, como meio para a instauração de novas relações e de uma nova sociedade mais justa. 
Entre 1974 e 1975, colaborou nos trabalhos preparatórios, em representação do Partido Socialista, da Comissão Instaladora da Comissão da Condição Feminina (institucionalizada depois em 1977 pelo Primeiro Governo Constitucional), cuja primeira iniciativa constitui no levantamento das situações de discriminação legal das mulheres. Entre 1980 e 1992, trabalhou como técnica superior nesta mesma Comissão da Condição Feminina.
Em 1975 participou na Iª Conferência Internacional sobre as Mulheres, dedicada ao lema Igualdade, Desenvolvimento e Paz que teve lugar na Cidade do México, na qual foi decretada a Década das Mulheres.
Como jurista, tornou-se na primeira mulher a ser convidada a proferir uma conferência na Ordem dos Advogados. Foi ainda membro-fundador do Departamento Nacional de Mulheres do Partido Socialista Português, da Associação Intervenção Feminina (1985) e da Aliança para a Democracia Paritária (1994).
Participou em inúmeras delegações e conferências internacionais promovidas, entre outras, pela ONU, União Europeia, UNESCO e Conselho da Europa, tendo sido delegada oficial na Conferência de Pequim e membro do Comité Director para a Igualdade entre Homens e Mulheres do Conselho da Europa.
No final do século XX, Maria Alzira Lemos integrou a rede de criação e direcção (1991-1993) da APEM - Associação Portuguesa de Estudos sobre as Mulheres e participou nos debates sobre a lei do crime público para a violência contra as mulheres, que viria a ser publicada em 2000.
Nos seus dois últimos anos de vida, apoiou a constituição da Plataforma Portuguesa para os Direitos das Mulheres, cujo espaço, inaugurado em 2012, no Parque Infantil do Alvito, em Monsanto, tem o seu nome: Centro Maria Alzira Lemos – Casa das Associações.
O Parlamento Português aprovou, por unanimidade, a 13 de Outubro de 2005, um voto de pesar pela sua morte.

## Obra
Maria Alzira Lemos integrou a rede de criação e fez parte da direcção (1991-1993) da APEM - A Associação Portuguesa de Estudos sobre as Mulheres.
Apoiou a criação da Plataforma Portuguesa para o Direito das Mulheres, sendo dado o seu nome à sede: Centro Maria Alzira Lemos – Casa das Associações. Este centro localiza-se em Lisboa e é a casa de ONGs que intervêm na área dos Direitos das Mulheres e Igualdade de Género.
Na Casa das Associações, encontra-se também o Centro de Recursos e Conhecimento Digital Maria Alzira Lemos. É um espaço de acesso e de partilha de conhecimento, de estabelecimento de relações de proximidade e de parcerias, fórum de debates e ferramenta de formação à distância em temáticas centrais aos direitos humanos das mulheres e promoção da igualdade entre mulheres e homens.

## Reconhecimento e Prémios
- 7 de Março de 1997 (entregue a 21 de Maio) - Foi distinguida pela Presidência da República com a Ordem de Mérito – Comendadora.[9][10]
- 13 de Outubro de 2005, o Parlamento Português aprovou, por unanimidade, a um voto de pesar pela sua morte. [11] [6]
- A sede da Plataforma Portuguesa para o Direito das Mulheres recebeu o  seu nome à sede: Centro Maria Alzira Lemos – Casa das Associações. [12]